# Federación Internacional de Kendo

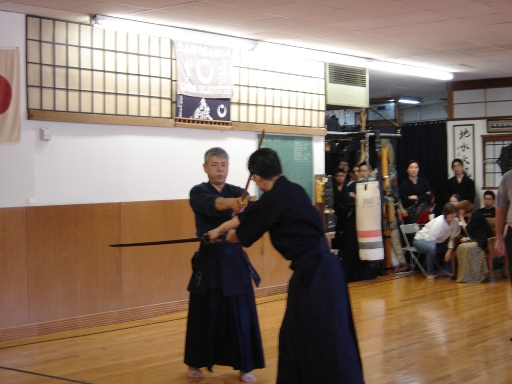
Kendokata Yohonme.

La Federación Internacional de Kendo (FIK) fue fundada en 1970. Es una federación internacional de asociaciones nacionales y regionales de kendo y el órgano rector mundial de kendo. El FIK es una organización no gubernamental, y su objetivo es promover y difundir el kendo, iaido y jodo.
Diecisiete federaciones nacionales o regionales fueron los afiliados fundadores. El número de organizaciones afiliadas y reconocidas ha aumentado con los años, llegando a 50 para febrero de 2009.
La FIK fue aceptada como miembro de la Asociación General de Federaciones Internacionales Deportivas (GAISF) en abril de 2006. Como consecuencia, las siglas anteriores de IKF fue alterado para FIK.
La oficina de la FIK está situado en el All Japan Kendo Federation edificio ubicado en Minato-ku, Tokio. Su sitio web con información y una lista de afiliados es aquí.
La FIK ha llevado a cabo el Campeonato Mundial de Kendo, que se realiza cada tres años desde la FIK se estableció en 1970. La competencia internacional es impugnada por los representantes individuales y de equipo de las organizaciones afiliadas y reconocidas por la FIK de las distintas Naciones.